# Zeleni Bosne i Hercegovine
Die Zeleni Bosne i Hercegovine (Zeleni BiH, Grüne Partei Bosnien und Herzegowinas) ist eine multiethnische politische Partei in Bosnien und Herzegowina. Vorsitzender der Partei ist Hasan Delić.

## Geschichte
Die Partei wurde 2004 gegründet. Die Grüne Partei möchte die Beziehungen zu anderen grünen Parteien, wie der Europäischen Grünen Partei, verstärken. Gleichzeitig sollen Beziehungen mit Nichtregierungsorganisationen aus den Bereichen der Friedensbewegung, der Frauenbewegung, der Studentenbewegung und dem Naturschutz aufgebaut werden.

## Politische Inhalte
Folgende politischen Inhalte verfolgt die Partei:
- Aufbau eines demokratischen, unabhängigen und souveränen Staates Bosnien und Herzegowina.
- Schutz der Menschenrechte und Freiheit.
- Stärkung der lokalen und regionalen Regierungen.
- Beitritt zur Europäischen Union.
- Freie Marktwirtschaft.
- Umweltschutz.
- Einführung ökologischer Standards in der Produktion.